# Castro Supreme

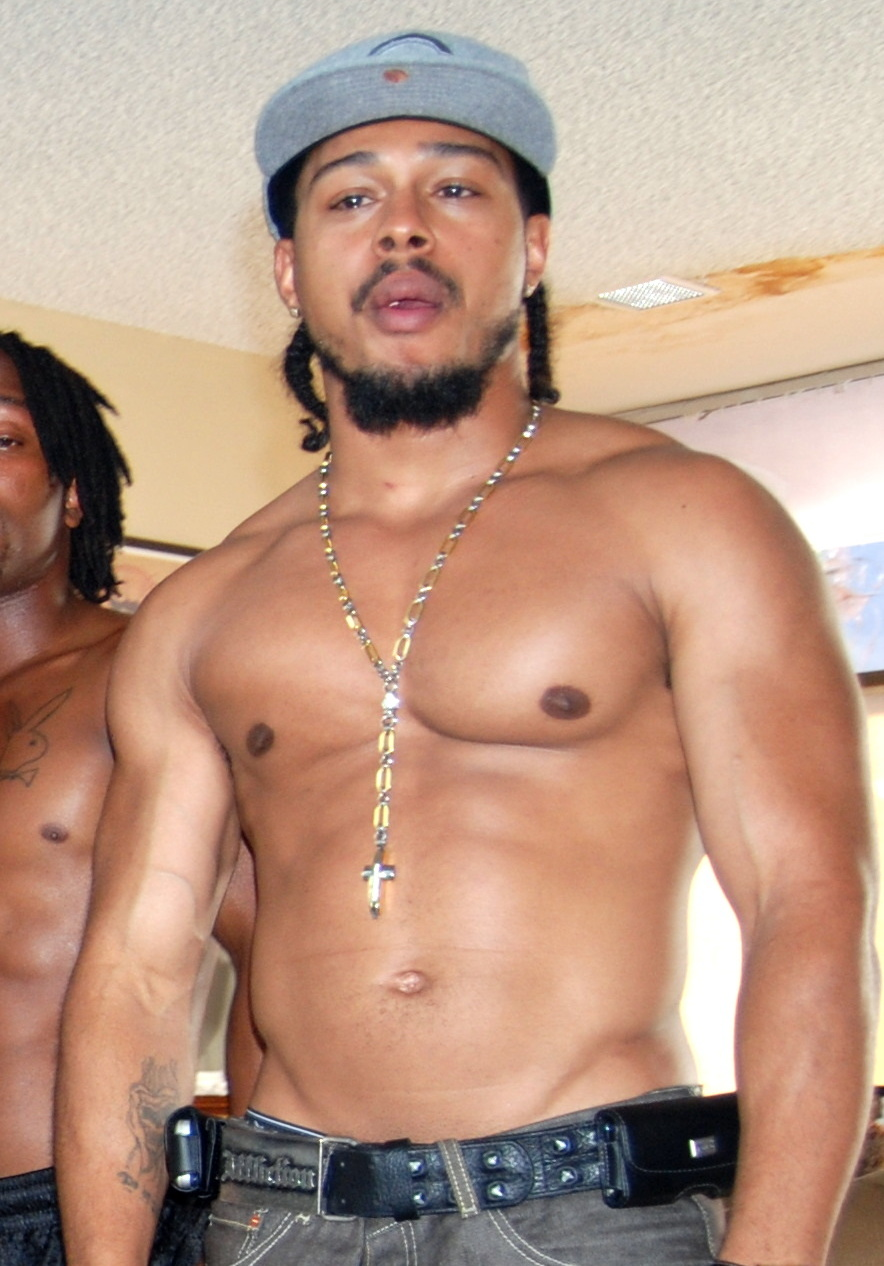
Castro bei den Bilatino Erotica Awards 2010.

Castro Supreme (Pseudonym) (* 24. Januar 1976 in New York, USA) ist ein US-amerikanischer Pornodarsteller und Model. Er ist sowohl in hetero-, als auch in homosexuellen Pornofilmen als Darsteller tätig.

## Leben und Werdegang
Nach der Beendigung seiner Schullaufbahn entschied sich Castro für eine Arbeitstätigkeit als Pornodarsteller und begann mit 26 Jahren seine berufliche Karriere in der Pornofilmbranche. Eigenen Angaben zufolge rieten ihm seine Freunde zu einer Tätigkeit in diesem Gewerbe. Castro gibt selbst an, dass er parallel zu seiner Tätigkeit als Darsteller in heterosexuellen Pornofilmen aufgrund der besseren Bezahlung auch in der schwulen Pornofilmindustrie tätig sei. Er agiert in schwulen Pornofilmen zumeist als Top, d. h. in der aktiven Rolle, hat aber bereits Erfahrung als Bottom, d. h. der Passivrolle mit Tiger Tyson gemacht und betätigt sich seitdem, jedoch nur sehr selten auch als Bottom. Er gilt als professioneller Pornodarsteller. Seine ersten einschlägigen Berufserfahrungen als Darsteller sammelte er beim Pornofilmunternehmen Pitbull Productions, welches auf interrassische, schwule Pornografie spezialisiert ist. 2009 wurde für ihn eine eigene Internetseite eingerichtet und die Plattform It’s Gonna Hurt erstellt. Zwar werden Castros Videos noch angeboten, allerdings wurde 2011 die Seite von einem Kollegen übernommen und zurzeit arbeitet Castro hauptsächlich für Sober Cash, wo er als Model tätig ist. Bekannt und beliebt ist Castro für das von ihm gepflegte Gangster-Image und seine überdurchschnittlich großen Genitalien. Er wohnt derzeit in Miami.
Seit 2013 ist er unter dem Namen Castro Caliente aktiv.

## Filmografie (Auswahl)
- 2002: Castro 1: Behind the Photoshoot
- 2004: Dorm Life 3
- 2004: Take ’Em Down 1
- 2004: Wishbones
- 2005: Anaconda Bites Back
- 2005: Best of ThugPorn.com
- 2005: Castro Reloaded
- 2005: Enrique Cruz: Reloaded
- 2005: Latin Tiger
- 2005: Raw Thugs 3: Hittin It Raw
- 2005: Take ’Em Down 2
- 2006: Black and Wild 24
- 2006: Black Meat Warehouse 1
- 2006: Gone to the Dark Side
- 2006: Love of the Dick 1: Leaving it Open
- 2006: Love of the Dick 2: Iron Pipe
- 2006: Love of the Dick 3: Unleaded
- 2006: Love of the Dick 4: Classified
- 2006: Pleasure
- 2006: Show
- 2006: Show 2
- 2006: Show: Part 1
- 2007: Love of the Dick 6: Making It Last
- 2007: Monsters of Cock 12
- 2007: Filthy’s Monster Cocks
- 2007: Filthy’s Monster Cocks 3
- 2007: Diesel Dongs
- 2007: Diesel Dongs 2 (als Castro)
- 2008: Diesel Dongs 4
- 2008: Diesel Dongs 5
- 2008: Brandi Belle 6
- 2008: Juicy Wet Asses 4
- 2008: Monsters of Cock 14
- 2008: Monsters of Cock 15
- 2008: Monsters of Cock 16
- 2009: Bait Bus 16
- 2009: Horny White Mothers 5
- 2009: Diesel Dongs 9
- 2009: Gang Fucked
- 2009: I Fucked My Bosses Daughter 2
- 2009: New Thug City 1: Supreme’s Return
- 2009: New Thug City 2: Supreme’s Revenge
- 2009: Nuttcracker
- 2009: Tastee
- 2009: Used and Abused
- 2010: Chocolate Stuffed Milfs 1
- 2010: This Ain’t Good Times
- 2011: Diesel Dongs 15
- 2011: Diesel Dongs 20
- 2011: It’s Gonna Hurt
- 2011: Monsters of Cock 27
- 2011: Sixty and Swingin’
- 2011: Supreme Super Sized
- 2011: Tiger Tyson’s Greatest Hits
- 2012: 60 Plus Milfs 3
- 2012: It’s Gonna Hurt 3
- 2013: Rocco Reed: Straight to Gay
- 2013: Taboo 18 28
- 2014: Big Dicks Asian Tranny Chicks
- 2014: I Kill It TS 8
- 2014: It’s Gonna Hurt 11
- 2014: It’s Gonna Hurt 12